# GP Slovenian Istria
GP Slovenian Istria, do 2018 znany jako GP Izola – jednodniowy wyścig kolarski rozgrywany corocznie od 2014 w okolicach słoweńskiej Izoli. Od początku istnienia należy do cyklu UCI Europe Tour, w którym posiada kategorię 1.2.

## Zwycięzcy
Opracowano na podstawie:
| Rok  | Pierwsze               | Drugie              | Trzecie           |          |
| ---- | ---------------------- | ------------------- | ----------------- | -------- |
| 2014 | Christian Delle Stelle | Fabio Chinello      | Fabian Schnaidt   |          |
| 2015 | Gregor Mühlberger      | Primož Roglič       | Paolo Ciavatta    |          |
| 2016 | Jure Golčer            | Markus Eibegger     | Markus Freiberger |          |
| 2017 | Filippo Fortin         | Marko Kump          | Matej Mugerli     |          |
| 2018 | Dušan Rajović          | Daniel Auer         | Matthew Gibson    |          |
| 2019 | Marko Kump             | Paolo Totò          | Davide Gabburo    |          |
| 2020 | odwołany               | odwołany            | odwołany          | odwołany |
| 2021 | Mirco Maestri          | Leonardo Marchiori  | Daniel Smarzaro   |          |
| 2022 | Daniel Auer            | Oliver Stockwell    | Nicolo Buratti    |          |
| 2023 | Bartłomiej Proć        | Alberto Bruttomesso | Anže Skok         |          |
| 2024 | Marcin Budziński       | Max van der Meulen  | Riccardo Zoidl    |          |
| 2025 | Michiel Coppens        | Frits Biesterbos    | Tomasz Budziński  |          |